# Heteromysis atlantidea
Heteromysis atlantidea är en kräftdjursart som beskrevs av O. Tattersall 1961. Heteromysis atlantidea ingår i släktet Heteromysis och familjen Mysidae. Inga underarter finns listade i Catalogue of Life.